# Oksana Mas
Oksana Mas est une artiste ukrainienne. Elle travaille dans différents genres, de la peinture à l'art d'installation. Elle a inventé aussi la technique individuelle, breveté en Ukraine. C'est ce qu'on appelle la technologie d'Oksana Mas qui comprend la superposition de 30-40 couches de vernis et peintures à l'huile sur toile. Mas Oksana a fait plus de 80 expositions solo. Ses travaux sont représentés dans plus de 150 collections privées en Russie, Ukraine, États-Unis, France, Royaume-Uni, Espagne, République Tchèque, Suisse, Luxembourg, Cité du Vatican, en Lettonie.
Oksana Mas est une participante régulière à des expositions internationales :
- ARCO - Madrid, Espagne
- Art Basel (Miami, New York, Suisse)
- FIAC - Paris, France
- Armory Show - - New York, États-Unis
- Freeze Festival - Londres
- Art - Dubaï - OA

## Biographie
Oksana est née en 1969 à Illitchivsk (région d'Odessa).
En 1986, elle est diplômée de l'école d'art d'Ilyichivsk.
1992 - l’École des arts Grekov à Odessa
2003 - BA en philosophie à l' Université nationale I. I. Mechnikov d'Odessa

## Expositions solo
- 2011 "autel Genstky" - participant de l'Ukraine à la Biennale de Venise
- 2010 "L'hélium-3: Ultimatum / Renaissance», Centre d'art Alexandre Korobchinskogo, Odessa
- 2008 "Mas Oksana. Peinture, photographie, objets ", Moscou Musée d'Art Moderne, Moscou.
- 2007 "Engagé à rêver», Aidan Gallery, Moscou
- 2006 "Le point d'assemblage", T. Ladyzhyn galerie, d'Odessa
- «Infante» galerie «DaVinchi», Kiev
- "Mas Oksana", ukrainien House, Kiev
- "Valve Jaguar," Arena "City", Kiev
- "Le phénomène epidermizma" photo, Galerie Karas, Kiev
- 2005 "Chaque jour est unique», Ministère des Affaires étrangères, à Kiev
- 2004 "Noir et Blanc" galerie "Iris", Barcelone
- 2003 art «Le Drive», Musée de la occidentales et orientales, Odessa
- 2001 Musée d'Art "...", Etat. Korolenko, Kiev
- 1997 «Art Gallery», Valkenburg
- «M-Galerie», à Prague
- 1997 Musée des Beaux-Arts "...",, Ilyichevsk
- 1995 "..." Galerie Artistes Union de l'Ukraine, Kiev
- Office des Nations unies en Ukraine, Kiev

## Principales expositions internationales
- 2007 «XV», Center for Contemporary Art "Winery", Moscou
- 2006 «Modus R: Aujourd'hui, la Russie formalisme», de Newton bâtiment, Miami
- Exposition de groupe, Aidan Gallery, Moscou
- «Les artistes de la peinture. A4, stylo à bille ", dessin, Galerie Karas, Kiev
- 2005 "Art-Moscou", Moscou
- «FIAC», Paris, France
- "L'art de Madrid", Madrid
- 2004 "Art-Moscou", Moscou
- «FIAC», Paris, France
- "Environnement 2004", Salon d'Art de Moscou, Maison Centrale des Artistes, Moscou
- 2000 "..." La Fondation des artistes russes à Paris
- 1999 «...», or-Art-Galerie, Cologne
- 1998 «...», Hall Gallery, Amsterdam
- 1997 "...", la salle d'exposition municipale, Maastricht
- 1996 "...", Maison centrale des Artistes, Moscou
- "...", Centre Culturel Français, Kiev
- Depuis 2003, la collaboration avec la galerie «Aidan», Moscou